# بازسازی (الکترونیک)

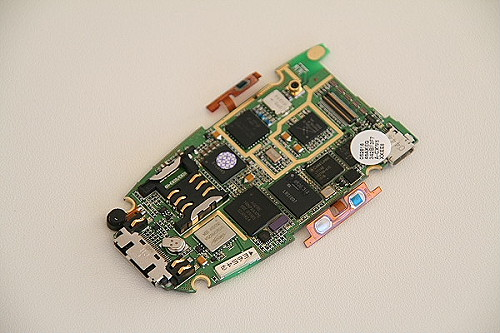
مونتاژ برد مدار چاپی یک تلفن همراه

در الکترونیک، بازسازی (به انگلیسی: refurbishment) یا نوبندی عمل بازیابی و آزمایش یک دستگاه الکترونیکی دست‌دوم است تا بتوان آن را دوباره فروخت. بنابراین لوازم الکترونیکی بازسازی‌شده، دستگاه‌های الکترونیکی دست‌دوم هستند (معمولاً گوشی‌های هوشمند، تبلت‌ها یا لپ‌تاپ‌ها) که توسط یک بخربفروش برای تأیید اینکه کاملاً کار می‌کنند، آزمایش شده‌اند. این جمله‌ برای عملیات بازتکمیلی یا تعمیر برد مدار چاپی الکترونیکی (PCB) مونتاژی، که معمولاً شامل وآلحیم‌کاری و دوباره-لحیم‌کاری قطعات الکترونیکی نصب-سطحی (SMD) است. فنون‌های پردازش انبوه برای تعمیر یا تعویض یک دستگاه کاربرد ندارد و فنون‌های دستی تخصصی توسط پرسنل متخصص با استفاده از تجهیزات مناسب برای جایگزینی قطعات معیوب مورد نیاز است. بسته‌های آرایه‌ای سطحی مانند قطعات آرایه مشبک توپی (BGA) به ویژه به تخصص و ابزار مناسب نیاز دارند. برای گرم کردن دستگاه‌ها و ذوب لحیم کاری از تفنگ هوای گرم یا ایستگاه هوای گرم استفاده می‌شود و از ابزارهای تخصصی برای برداشتن و قرار دادن اجزای اغلب کوچک استفاده می‌شود.
ایستگاه بازسازی مکانی برای انجام این کار است - ابزار و وسایل مورد نیاز برای این کار، معمولاً روی میزکار. انواع دیگر بازسازی نیاز به ابزارهای دیگر دارد.

## یادداشت
1. ↑  کسی که لوازم دست دوم را می‌خرد و بعد از بازسازی میفروشد